# Període eduardià
El període eduardià al Regne Unit és un període de la seva història que comprèn el regnat d'Eduard VII i s'estén des del 1901 al 1910.
La defunció de la reina Victòria l'any 1901 i la successió del seu fill Eduard, van marcar l'inici del nou segle i el final de l'època victoriana. Encara que Victòria havia negat la societat, Eduard era el líder d'una elit que va establir un nou estil de vida, influenciat per l'art i la moda de l'Europa continental, possiblement degut a l'afició de viatjar del rei. El període va passar per canvis significatius en política a mesura que certs sectors de la societat que havien estat àmpliament exclosos de l'exercici del poder en el passat, com el proletariat i les dones, es van polititzar cada cop més.
Moltes vegades, el període abraça els anys posteriors a la mort del rei el 1910 i arriba a incloure l'enfonsament del Titànic el 1912 i la Primera Guerra Mundial. El final de la guerra el 1918 va segellar, al mateix temps, el final del període després que l'estil de vida eduardià, amb el seu inherent descontrol de riquesa i poder, ja es percebés com altament anacrònic en una població que s'havia d'enfrontar a les restriccions d'un conflicte militar. A més, amb el desenvolupament dels nous mitjans de comunicació, el període es veia cada cop més exposat i menyspreat per les injustícies de la divisió de classes que comportava.